# Nevinville (Iowa)
Nevinville est une communauté non constituée en municipalité, du comté d'Adams en Iowa, aux États-Unis.
Elle est fondée en 1856 et baptisée, initialement Nevin en l'honneur de Edwin H. Nevin.
Les bureaux de la poste sont inaugurés à Nevinville en 1858 et sont fermés en 1983.

## Source de la traduction
- (en) Cet article est partiellement ou en totalité issu de l’article de Wikipédia en anglais intitulé « Nevinville, Iowa » (voir la liste des auteurs).